# Denise Schmandt-Besserat
Pour les articles homonymes, voir Besserat.
Denise Schmandt-Besserat (née le 10 août 1933)  est une archéologue franco-américaine et professeur d'art et d'archéologie du Proche-Orient ancien.

## Éducation
Denise Schmandt-Besserat a étudié à l'École du Louvre.

## Carrière
Denise Schmandt-Besserat a travaillé sur l'origine de l'écriture et du calcul et sur la nature des systèmes de  gestion de l'information dans les sociétés orales. Ses publications sur ces sujets sont :
- Before Writing (2 vols), University of Texas Press 1992;
- How Writing Came About, University of Texas Press 1996;
- The History of Counting, Morrow Jr. 1999;
- When Writing Met Art (University of Texas Press, 2007); and
- De nombreux articles pour des revues savantes et populaires (parmi lesquels Science, Scientific American, Archaeology, American Journal of Archaeology, and Archaeology Odyssey.

Son travail est largement repris dans les médias publics (Scientific American, Time, Life, New York Times, The Washington Post, Los Angeles Times, Christian Science Monitor.) Elle a participé à plusieurs émissions de télévision telles que Out of the Past (Discovery Channel), Discover (Disney Channel); The Nature of Things (CBC), Search for Solutions (PBS), and Tell the Truth (NBC).
Elle est professeur d'art et d'archéologie du Proche-Orient ancien à l'Université du Texas à Austin jusqu'en 2004 où elle prend sa retraite.
Dans son plus récent ouvrage, When Writing Met Art (2007), Schmandt-Besserat étudie l'impact de l'alphabétisation sur l'art visuel. 
Elle montre que, avant l'écrit, l'art du Proche-Orient ancien est essentiellement composé de motifs répétitifs. 
Mais, après l'invention de l'écrit, les conventions de l'écriture cunéiforme, comme l'utilisation sémantique de la forme, la taille, l'ordre et le placement des signes sur une tablette sont appliquées aux images ayant pour conséquences des récits visuels complexes. 
Elle montre également comment, réciproquement, l'art joue un rôle crucial dans l'évolution de l'écriture partant d'un système de comptabilité simple jusqu'à la littérature avec des inscriptions funéraires et votives portées sur les monuments.
Les travaux actuels de Denise Schmandt-Besserat portent sur les aspects cognitifs du système de symbole fonctionnant comme un prolongement du cerveau humain afin de collecter, manipuler, stocker et récupérer des données. 
Elle étudie la façon dont la transformation d'un volume croissant de données sur des milliers d'années a amené des gens à penser de manière plus abstraite. 
Elle poursuit également ses recherches sur le symbolisme du Néolithique sur le site de 'Ain Ghazal, près de Amman en Jordanie.

## Récompenses et honneurs
Denise Schmandt-Besserat a reçu le prix Walter J. Ong, le prix Holloway teaching; le prix Eugène Kayden Press Book et le Prix du livre Hamilton. Elle est nommée comme femme remarquable par American Association of University Women.
Son livre, How Writing Came About, est cité par American Scientist comme l'un des 100 livres de sciences du XXe siècle.